# Lucera
Lucera (Latein: Luceria, griechisch Lukeria) ist eine Stadt in der italienischen Provinz Foggia in Apulien etwa 20 Kilometer nordwestlich von Foggia mit 30.723 Einwohnern (Stand 31. Dezember 2023). Lucera ist auf den drei Hügeln Albano, Belvedere und dem Sacro erbaut.
In Lucera und Umgebung wird Weinbau betrieben.

## Geschichte
Nach der Sage wurde Lucera vom Diomedes, Held der Griechen in der Ilias, gegründet; in der Antike rühmte die Stadt sich, dass dieser das trojanische Staatsheiligtum Palladion nach dem Raub nach Lucera gebracht habe. Lucera ist aber wahrscheinlich eine daunische Gründung. Es wurde erstmals 326 v. Chr. als Verbündete der Römer im Zweiten Samnitischen Krieg schriftlich erwähnt. Nachdem Lucera zweimal von den Samniten erobert worden war, entstand dort 315/314 v. Chr. eine latinische Kolonie. Unter Kaiser Augustus wurde in der Stadt eine weitere Kolonie gegründet. Lucera war bereits im 3. Jahrhundert v. Chr. eine bedeutende Siedlung. Schon im 4. Jahrhundert war die Stadt Sitz einer Diözese.
Die Stadt wurde aber von den Oströmern 663 zerstört und erst im 13. Jahrhundert von Kaiser Friedrich II. wieder aufgebaut, als Kolonie für 20.000 aus Sizilien zwangsumgesiedelte Sarazenen, die sich der staufischen Zentralmacht widersetzt hatten. Das Kastell Kaiser Friedrichs ist noch erhalten; es diente zunächst der Bewachung der Sarazenen, die aber schon bald staufertreue Söldner stellten. Sein Sohn Manfred eroberte mit ihrer Hilfe 1257 die Königreiche Neapel und Sizilien zurück. Im Jahr 1300 wurden die in Lucera lebenden Muslime unter Karl II. von Anjou massakriert. Auf der Ruine ihrer Moschee wurde die Kathedrale der Stadt errichtet. Der kaiserliche Feldherr und Generalleutnant Matthias Gallas wurde um 1635 zum Herzog von Lucera ernannt.

## Sehenswürdigkeiten

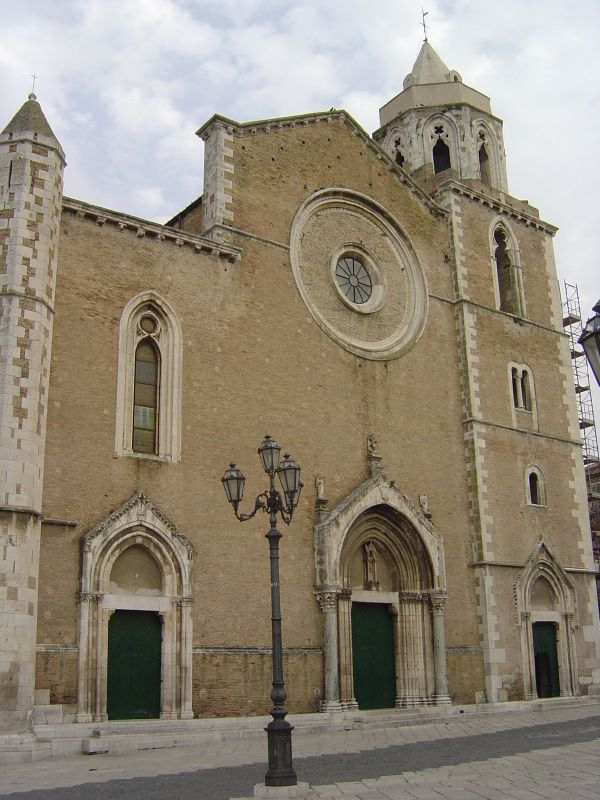
Die Kathedrale

- Castel Lucera unter Friedrich II. erbaute Burg
- Römisches Amphitheater aus der Zeit des Kaisers Augustus
- Santa Maria Assunta, eine Kathedrale aus dem frühen 14. Jahrhundert
- Museum: Museo Civico “G. Fiorelli”

## Söhne und Töchter der Stadt
- August Kazotic (1260–1323), Heiliger, Bischof von Lucera
- Franziskus Antonius Fasani (1681–1742), Heiliger, Ordensgeistlicher (Franziskaner)
- Raffaele Calabria (1906–1982), römisch-katholischer Geistlicher, Erzbischof von Benevent
- Ciro Fanelli (* 1964), römisch-katholischer Geistlicher, Bischof von Melfi-Rapolla-Venosa
- Raffaele Di Muro (* 1969), Ordensgeistlicher